# 2112 Tour
Il 2112 Tour è il quarto tour ufficiale della band canadese Rush. È composto da due parti: di queste la seconda viene solitamente denominata All the World's a Stage Tour.

## Storia
Lunga serie di concerti a supporto dell'album 2112, che impegna la band complessivamente per ben 15 mesi nel 1976 e nel 1977. Il tour prende il via dopo una pausa di un solo mese dal precedente giro di concerti.
Il tour è composto da due distinti tronconi: la prima parte del tour, a sostegno del nuovo lavoro in studio (62 date di cui una annullata); la seconda (153 date eseguite e due annullate) che ha lo scopo di promuovere, oltre che 2112, anche il primo album  dal vivo del gruppo, All the World's a Stage pubblicato in quel periodo; per tale motivo la seconda leg del 2112 Tour viene solitamente chiamata All the World's a Stage Tour. Come per i precedenti tour anche questo prevede tappe nelle città del Canada e degli Stati Uniti, ma anche, per la prima volta, una serie di date europee.
I Rush durante il 2112 Tour solitamente suonano come gruppo protagonista, e sono molti i gruppi che fanno loro da spalla, principalmente: gli Styx, i Sutherland Brothers & Quiver, gli Artful Dodger, gli Starcastle, i Thin Lizzy, i Max Webster, gli Stu Daye, Tommy Bolin, gli Stray, gli Iron Butterfly, i Head East, i Be-bop Deluxe, gli Angel, i T. Rex, Rick Derringer. In svariate date suonano invece come gruppo di supporto per gli Aerosmith, la Electric Light Orchestra, i Bad Company, i Kansas, Ted Nugent, i Lynyrd Skynyrd, i Montrose, i Foghat, i Doobie Brothers, ma soprattutto per i Blue Öyster Cult.
Il notevole successo dell'album 2112 si riflette anche nelle esibizioni live: i Rush durante questo tour riescono a fare il tutto esaurito negli stessi teatri che fino a pochi mesi prima (durante il Caress of Steel Tour) rimanevano mezzi vuoti. Il pubblico presente si stima essere intorno alle 315.000 unità nella prima parte del tour e oltre 700.000 nella seconda.
A partire dalla seconda parte del tour nelle esibizioni dal vivo vengono aggiunte le tastiere ed il bass pedal.
Durata approssimativa dello show da headliner: 80/90 minuti.
In occasione delle date europee i Rush rendono disponibile il loro primo Tourbook, libretto contenente fotografie ed informazioni sulla band - curate dal giornalista Geoff Barton - ed il relativo tour.

## Formazione
- Geddy Lee – basso elettrico, voce, tastiere, bass pedals, chitarra elettrica
- Alex Lifeson – chitarra elettrica, chitarra acustica, cori
- Neil Peart – batteria, percussioni

## Scaletta
La scaletta proposta durante questo tour è abbastanza standardizzata, salvo piccole variazioni quali l'ordine di esecuzione di alcuni brani, o la sostituzione di un brano con un altro. Prevede una versione abbreviata quando la band si esibisce come gruppo di supporto, ed una versione più corposa per gli spettacoli da protagonista.
Nelle tappe europee la band presenta in anteprima Xanadu, un brano che comparirà nel successivo album A Farewell to Kings.
Ecco le scalette del 30 maggio 1976 a Springfield, del 27 novembre 1976 a San Francisco e del 1º giugno 1977 di Sheffield; la prima è sostanzialmente identica (tranne che per il posizionamento di alcune canzoni) alla scaletta presente nel live album All the World's a Stage pubblicato dai Rush nel settembre del 1976.
30 maggio 1976, Springfield (scaletta da headliner):
- Bastille Day
- Anthem
- Lakeside Park
- 2112 (abbreviata)
- Fly by Night
- In the Mood
- Something for Nothing
- By-Tor & the Snow Dog
- In the End
- Working Man
- Finding My Way
- Assolo di batteria
- bis: What You're Doing

27 novembre 1976, San Francisco (scaletta da gruppo spalla):
- Anthem
- 2112 (abbreviata)
- Working Man
- Finding My Way
- Assolo di batteria
- Fly by Night
- In the Mood

1º giugno 1977, Sheffield (prima data europea, scaletta da headliner):
- Bastille Day
- Anthem
- Lakeside Park
- 2112 (abbreviata)
- Xanadu (brano ancora inedito)
- Something for Nothing
- By-Tor & the Snow Dog
- The Necromancer (Under the Shadow e Return of the Prince)
- Working Man
- Finding My Way
- Assolo di batteria
- bis: Fly by Night
- bis: In the Mood

## Date
Calendario completo del tour
| Prima Leg (2112 Tour)                      |                     |                       |                                           |                                                   |
| Data                                       | Città               | Paese                 | Luogo                                     | Note                                              |
| 9 febbraio 1976                            | Hamilton            | Canada                | Hamilton Place Great Hall                 |                                                   |
| 21 febbraio 1976                           | Brantford           | Canada                | BCI Gymnasium                             |                                                   |
| 2 marzo 1976                               | Ottawa              | Canada                | Ottawa Civic Centre                       | aprono per Electric Light Orchestra               |
| 5 marzo 1976                               | Mount Prospect      | Stati Uniti d'America | Randhurst Mall Ice Arena                  | aprono per Kansas                                 |
| 15 marzo 1976                              | Hollywood           | Stati Uniti d'America | Starwood                                  |                                                   |
| 16 marzo 1976                              | Hollywood           | Stati Uniti d'America | Starwood                                  |                                                   |
| 17 marzo 1976                              | Hollywood           | Stati Uniti d'America | Starwood                                  |                                                   |
| 18 marzo 1976                              | Hollywood           | Stati Uniti d'America | Starwood                                  |                                                   |
| 21 marzo 1976                              | Sacramento          | Stati Uniti d'America | Memorial Auditorium                       |                                                   |
| 23 marzo 1976                              | Fresno              | Stati Uniti d'America | Warnors Theatre                           |                                                   |
| 25 marzo 1976                              | Medford             | Stati Uniti d'America | Armony                                    |                                                   |
| 26 marzo 1976                              | Seattle             | Stati Uniti d'America | Paramount Theater                         |                                                   |
| 27 marzo 1976                              | Spokane             | Stati Uniti d'America | Kennedy Pavilion, Gonzaga University      |                                                   |
| 28 marzo 1976                              | Portland            | Stati Uniti d'America | Paramount Theater                         |                                                   |
| 29 marzo 1976                              | Tacoma              | Stati Uniti d'America | Tacoma National Guard Armony              |                                                   |
| 7 aprile 1976                              | Pittsburgh          | Stati Uniti d'America | Civic Arena                               | aprono per Bad Company                            |
| 9 aprile 1976                              | Indianapolis        | Stati Uniti d'America | Coliseum                                  |                                                   |
| 10 aprile 1976                             | South Bend          | Stati Uniti d'America | Morris Civic Centre                       |                                                   |
| 11 aprile 1976                             | Waukegan            | Stati Uniti d'America | Ice Arena                                 |                                                   |
| 15 aprile 1976                             | Saint Louis         | Stati Uniti d'America | Ambassador Theater                        |                                                   |
| 17 aprile 1976                             | Pekin               | Stati Uniti d'America | Memorial Arena                            |                                                   |
| 18 aprile 1976                             | Flint               | Stati Uniti d'America | IMA Sports Arena                          |                                                   |
| 26 aprile 1976                             | Akron               | Stati Uniti d'America | Akron Civic Theatre                       |                                                   |
| 27 aprile 1976                             | Cleveland           | Stati Uniti d'America | Allen Theatre                             |                                                   |
| 28 aprile 1976                             | Flint               | Stati Uniti d'America | IMA Auditorium                            |                                                   |
| 29 aprile 1976                             | Columbus            | Stati Uniti d'America | Veterans Memorial Auditorium              |                                                   |
| 30 aprile 1976                             | Waterloo            | Stati Uniti d'America | McElroy Auditorium                        | aprono per Aerosmith                              |
| 2 maggio 1976                              | Kansas City         | Stati Uniti d'America | Memorial Hall                             |                                                   |
| 9 maggio 1976                              | Youngstown          | Stati Uniti d'America | The Tomorrow Club                         |                                                   |
| 11 maggio 1976                             | Detroit             | Stati Uniti d'America | Masonic Auditorium                        |                                                   |
| 13 maggio 1976                             | Big Rapids          | Stati Uniti d'America | Starr Auditorium, Ferris State College    |                                                   |
| 22 maggio 1976                             | Davenport           | Stati Uniti d'America | RKO Orpheum Theatre                       | aprono per Blue Öyster Cult                       |
| 23 maggio 1976                             | Duluth              | Stati Uniti d'America | Duluth Arena                              | aprono per Blue Öyster Cult                       |
| 24 maggio 1976                             | La Crosse           | Stati Uniti d'America | Mary E. Sawyer Auditorium                 | data cancellata                                   |
| 25 maggio 1976                             | Fort Wayne          | Stati Uniti d'America | Memorial Coliseum                         | aprono per Aerosmith                              |
| 26 maggio 1976                             | Terre Haute         | Stati Uniti d'America | Hulman Civic University Centre            | aprono per Aerosmith                              |
| 27 maggio 1976                             | Green Bay           | Stati Uniti d'America | Brown County Arena                        | aprono per Blue Öyster Cult                       |
| 28 maggio 1976                             | Chicago             | Stati Uniti d'America | Riviera Theatre                           |                                                   |
| 29 maggio 1976                             | Saint Paul          | Stati Uniti d'America | St. Paul Civic Center Arena               | aprono per Blue Öyster Cult                       |
| 30 maggio 1976                             | Springfield         | Stati Uniti d'America | Masonic Auditorium                        |                                                   |
| 4 giugno 1976                              | Amarillo            | Stati Uniti d'America | Civic Center                              |                                                   |
| 5 giugno 1976                              | El Paso             | Stati Uniti d'America | El Paso Memorial Gym                      |                                                   |
| 7 giugno 1976                              | San Antonio         | Stati Uniti d'America | Municipal Auditorium                      |                                                   |
| 11 giugno 1976                             | Toronto             | Canada                | Massey Hall                               | registrazioni per All the World's a Stage         |
| 12 giugno 1976                             | Toronto             | Canada                | Massey Hall                               | registrazioni per All the World's a Stage         |
| 13 giugno 1976                             | Toronto             | Canada                | Massey Hall                               | registrazioni per All the World's a Stage         |
| 15 giugno 1976                             | Chatham             | Canada                | Memorial Arena                            |                                                   |
| 16 giugno 1976                             | Evansville          | Stati Uniti d'America | Roberts Stadium                           | aprono per Aerosmith                              |
| 17 giugno 1976                             | Welland             | Canada                | Welland Arena                             |                                                   |
| 18 giugno 1976                             | Oshawa              | Canada                | Massey Hall                               |                                                   |
| 6 luglio 1976                              | Tulsa               | Stati Uniti d'America | Assembly Center                           |                                                   |
| 8 luglio 1976                              | Shreveport          | Stati Uniti d'America | Hirsch Memorial Coliseum                  | aprono per Blue Öyster Cult                       |
| 10 luglio 1976                             | Dallas              | Stati Uniti d'America | SMU Moody Coliseum                        | aprono per Blue Öyster Cult                       |
| 11 luglio 1976                             | Houston             | Stati Uniti d'America | Sam Houston Coliseum                      | aprono per Blue Öyster Cult                       |
| 16 luglio 1976                             | West Palm Beach     | Stati Uniti d'America | West Palm Beach Auditorium                | aprono per Blue Öyster Cult                       |
| 18 luglio 1976                             | Dothan              | Stati Uniti d'America | Civic Centre                              | aprono per Blue Öyster Cult                       |
| 20 luglio 1976                             | Chattanooga         | Stati Uniti d'America | Soldiers and Sailors Auditorium           | aprono per Blue Öyster Cult                       |
| 23 luglio 1976                             | Greensboro          | Stati Uniti d'America | Triad Arena                               | aprono per Blue Öyster Cult                       |
| 24 luglio 1976                             | Fayetteville        | Stati Uniti d'America | Cumberland County Arena                   | aprono per Blue Öyster Cult                       |
| 25 luglio 1976                             | Wheeling            | Stati Uniti d'America | Capitol Music Hall                        | aprono per Blue Öyster Cult                       |
| 27 luglio 1976                             | Jackson             | Stati Uniti d'America | University Hall                           |                                                   |
| 29 luglio 1976                             | Montgomery          | Stati Uniti d'America | Garret Coliseum                           | aprono per Blue Öyster Cult                       |
| 30 luglio 1976                             | Columbus            | Stati Uniti d'America | Municipal Auditorium                      |                                                   |
| 1º agosto 1976                             | Huntsville          | Stati Uniti d'America |                                           |                                                   |
| Seconda Leg (All the World's a Stage Tour) |                     |                       |                                           |                                                   |
| Data                                       | Città               | Paese                 | Luogo                                     | Note                                              |
| 8 agosto 1976                              | Erie                | Stati Uniti d'America | Erie Stadium                              | aprono per Doobie Brothers                        |
| 13 agosto 1976                             | Sioux City          | Stati Uniti d'America | Municipal Auditorium                      | aprono per Blue Öyster Cult                       |
| 14 agosto 1976                             | Fargo               | Stati Uniti d'America | Civic Auditorium                          | aprono per Blue Öyster Cult                       |
| 15 agosto 1976                             | Minot               | Stati Uniti d'America | All Seasons Arena                         | aprono per Blue Öyster Cult                       |
| 17 agosto 1976                             | Topeka              | Stati Uniti d'America | Civic Auditorium                          | aprono per Blue Öyster Cult, annullata per i Rush |
| 20 agosto 1976                             | Waterloo            | Stati Uniti d'America | McElroy Auditorium                        | aprono per Blue Öyster Cult                       |
| 26 agosto 1976                             | Schaumburg          | Stati Uniti d'America | B' Ginnings                               |                                                   |
| 27 agosto 1976                             | Normal              | Stati Uniti d'America | Union Auditorium                          | aprono per Blue Öyster Cult                       |
| 28 agosto 1976                             | Traverse City       | Stati Uniti d'America | Glacier Dome                              |                                                   |
| 29 agosto 1976                             | Muskegon            | Stati Uniti d'America | Greater Muskegon Ice Arena                |                                                   |
| 3 settembre 1976                           | Dayton              | Stati Uniti d'America | Hara Arena                                | aprono per Blue Öyster Cult                       |
| 10 settembre 1976                          | Saginaw             | Stati Uniti d'America | Wendler Arena                             | aprono per Blue Öyster Cult                       |
| 13 settembre 1976                          | Manchester          | Stati Uniti d'America | JFK Coliseum                              | aprono per Blue Öyster Cult                       |
| 17 settembre 1976                          | Binghamton          | Stati Uniti d'America | Broome County Arena                       | aprono per Blue Öyster Cult                       |
| 18 settembre 1976                          | Syracuse            | Stati Uniti d'America | Memorial Auditorium                       | aprono per Blue Öyster Cult                       |
| 19 settembre 1976                          | Harrisburg          | Stati Uniti d'America | The Forum Theatre                         |                                                   |
| 20 settembre 1976                          | Allentown           | Stati Uniti d'America | Agricultural Hall                         |                                                   |
| 22 settembre 1976                          | Rochester           | Stati Uniti d'America | The Dome Arena                            | aprono per Blue Öyster Cult                       |
| 28 settembre 1976                          | Moncton             | Canada                | Joe Louis Levesque Moncton Coliseum       |                                                   |
| 29 settembre 1976                          | Charlottetown       | Canada                | Simmons Sports Centre                     |                                                   |
| 1º ottobre 1976                            | Sydney              | Canada                | Sydney Forum                              |                                                   |
| 3 ottobre 1976                             | Saint John          | Canada                | Lord Beaverbrook Rink                     |                                                   |
| 4 ottobre 1976                             | Halifax             | Canada                | The Halifax Forum                         |                                                   |
| 8 ottobre 1976                             | North Bay           | Canada                | North Bay Memorial Gardens                |                                                   |
| 9 ottobre 1976                             | Sudbury             | Canada                | Sudbury Arena                             |                                                   |
| 10 ottobre 1976                            | Ottawa              | Canada                | Ottawa Civic Centre                       |                                                   |
| 11 ottobre 1976                            | Kingston            | Canada                | Kingston Memorial Center                  |                                                   |
| 13 ottobre 1976                            | Sault Sainte Marie  | Canada                | Memorial Garden                           |                                                   |
| 15 ottobre 1976                            | Thunder Bay         | Canada                | Fort William Gardens                      |                                                   |
| 17 ottobre 1976                            | Winnipeg            | Canada                | The Arena                                 |                                                   |
| 19 ottobre 1976                            | Brandon             | Canada                | Keystone Center                           |                                                   |
| 20 ottobre 1976                            | Regina              | Canada                | Trianon Ballroom                          |                                                   |
| 21 ottobre 1976                            | Saskatoon           | Canada                | Saskatoon Arena                           |                                                   |
| 23 ottobre 1976                            | Edmonton            | Canada                | Edmonton Fieldhouse                       |                                                   |
| 24 ottobre 1976                            | Lethbridge          | Canada                | Sportsplex                                |                                                   |
| 26 ottobre 1976                            | Vancouver           | Canada                | Pacific National Exhibition Garden        |                                                   |
| 27 ottobre 1976                            | Victoria            | Canada                | Memorial Arena                            |                                                   |
| 28 ottobre 1976                            | Seattle             | Stati Uniti d'America | Paramount Theatre                         |                                                   |
| 29 ottobre 1976                            | Tacoma              | Stati Uniti d'America | Tacoma National Guard Armony              |                                                   |
| 30 ottobre 1976                            | Portland            | Stati Uniti d'America | Paramount Theatre                         |                                                   |
| 3 novembre 1976                            | Roseburg            | Stati Uniti d'America | Douglas Hall Fairgrounds                  |                                                   |
| 4 novembre 1976                            | Medford             | Stati Uniti d'America | Medford Armony                            |                                                   |
| 13 novembre 1976                           | Rockford            | Stati Uniti d'America | Armony                                    |                                                   |
| 14 novembre 1976                           | Davenport           | Stati Uniti d'America | RKO Orpheum Theatre                       | aprono per Montrose                               |
| 15 novembre 1976                           | Des Moines          | Stati Uniti d'America | Veterans Memorial Auditorium              | aprono per Montrose e Kansas                      |
| 19 novembre 1976                           | Youngstown          | Stati Uniti d'America | The Tomorrow Club                         |                                                   |
| 20 novembre 1976                           | Philadelphia        | Stati Uniti d'America | The Spectrum                              | aprono per Montrose                               |
| 24 novembre 1976                           | Sacramento          | Stati Uniti d'America | Sacramento Memorial Auditorium            | aprono per Ted Nugent                             |
| 26 novembre 1976                           | San Francisco       | Stati Uniti d'America | The Winterland                            | aprono per Ted Nugent                             |
| 27 novembre 1976                           | San Francisco       | Stati Uniti d'America | The Winterland                            | aprono per Ted Nugent                             |
| 28 novembre 1976                           | Fresno              | Stati Uniti d'America | Selland Arena                             |                                                   |
| 30 novembre 1976                           | San Diego           | Stati Uniti d'America | Golden Hall                               | aprono per Ted Nugent                             |
| 1º dicembre 1976                           | Los Angeles         | Stati Uniti d'America | Great Western Forum                       | aprono per Ted Nugent                             |
| 3 dicembre 1976                            | Denver              | Stati Uniti d'America | Auditorium Arena                          | aprono per Ted Nugent                             |
| 8 dicembre 1976                            | Waterbury           | Stati Uniti d'America | Palace Theatre                            |                                                   |
| 9 dicembre 1976                            | Sprinfield          | Stati Uniti d'America | Civic Center                              | aprono per Foghat                                 |
| 10 dicembre 1976                           | Passaic             | Stati Uniti d'America | Capitol Theatre                           | aprono per Montrose e Foghat                      |
| 11 dicembre 1976                           | New York            | Stati Uniti d'America | The Palladium                             | aprono per Foghat                                 |
| 12 dicembre 1976                           | Albany              | Stati Uniti d'America | Palace Theatre                            | aprono per Montrose                               |
| 15 dicembre 1976                           | Montréal            | Canada                | The Forum                                 | aprono per Aerosmith                              |
| 16 dicembre 1976                           | Chicago             | Stati Uniti d'America | Auditorium Theatre                        |                                                   |
| 18 dicembre 1976                           | Reading             | Stati Uniti d'America | Astor Theatre                             |                                                   |
| 19 dicembre 1976                           | Buffalo             | Stati Uniti d'America | Century Theatre                           |                                                   |
| 20 dicembre 1976                           | Clarksville         | Stati Uniti d'America | Winfield Dunn Centre                      | aprono per Lynyrd Skynyrd                         |
| 22 dicembre 1976                           | Allentown           | Stati Uniti d'America | Agricultural Hall                         |                                                   |
| 27 dicembre 1976                           | Indianapolis        | Stati Uniti d'America | Market Square Arena                       |                                                   |
| 29 dicembre 1976                           | Erie                | Stati Uniti d'America | Erie County Fieldhouse                    |                                                   |
| 30 dicembre 1976                           | Hamilton            | Canada                | McMaster University Gymnasium             |                                                   |
| 31 dicembre 1976                           | Toronto             | Canada                | Maple Leaf Gardens                        |                                                   |
| 3 gennaio 1977                             | Toronto             | Canada                | Maple Leaf Gardens                        |                                                   |
| 6 gennaio 1977                             | Houston             | Stati Uniti d'America | The Music Hall                            |                                                   |
| 7 gennaio 1977                             | Corpus Christi      | Stati Uniti d'America |                                           |                                                   |
| 8 gennaio 1977                             | San Antonio         | Stati Uniti d'America | Municipal Auditorium                      |                                                   |
| 9 gennaio 1977                             | San Antonio         | Stati Uniti d'America | Municipal Auditorium                      |                                                   |
| 10 gennaio 1977                            | Dallas              | Stati Uniti d'America |                                           |                                                   |
| 11 gennaio 1977                            | Austin              | Stati Uniti d'America | Paramount Theatre                         |                                                   |
| 13 gennaio 1977                            | Wichita             | Stati Uniti d'America |                                           |                                                   |
| 14 gennaio 1977                            | Oklahoma City       | Stati Uniti d'America | Fairgrounds Arena                         | aprono per Ted Nugent                             |
| 15 gennaio 1977                            | Kansas City         | Stati Uniti d'America | Municipal Auditorium                      | aprono per Ted Nugent                             |
| 16 gennaio 1977                            | Tulsa               | Stati Uniti d'America | Pavilion                                  | aprono per Ted Nugent                             |
| 18 gennaio 1977                            | El Paso             | Stati Uniti d'America | El Paso Coliseum                          | aprono per Ted Nugent                             |
| 19 gennaio 1977                            | Lubbock             | Stati Uniti d'America | Lubbock Coliseum                          | aprono per Ted Nugent                             |
| 20 gennaio 1977                            | Odessa              | Stati Uniti d'America | Ector County Coliseum                     |                                                   |
| 21 gennaio 1977                            | Abilene             | Stati Uniti d'America | Taylor County Coliseum                    |                                                   |
| 22 gennaio 1977                            | Amarillo            | Stati Uniti d'America | Civic Auditorium                          |                                                   |
| 24 gennaio 1977                            | Beaumont            | Stati Uniti d'America | Fair Park Coliseum                        |                                                   |
| 26 gennaio 1977                            | Columbus            | Stati Uniti d'America | Veterans Memorial Auditorium              |                                                   |
| 27 gennaio 1977                            | Columbus            | Stati Uniti d'America | Veterans Memorial Auditorium              |                                                   |
| 28 gennaio 1977                            | Louisville          | Stati Uniti d'America |                                           |                                                   |
| 29 gennaio 1977                            | Evansville          | Stati Uniti d'America | Memorial Coliseum                         |                                                   |
| 30 gennaio 1977                            | South Bend          | Stati Uniti d'America | Morris Civic Centre                       |                                                   |
| 9 febbraio 1977                            | Saginaw             | Stati Uniti d'America | Civic Centre                              |                                                   |
| 10 febbraio 1977                           | Detroit             | Stati Uniti d'America | Cobo Hall Arena                           |                                                   |
| 11 febbraio 1977                           | Hammond             | Stati Uniti d'America | Hammond Civic Centre                      |                                                   |
| 12 febbraio 1977                           | Davenport           | Stati Uniti d'America | RKO Orpheum Theatre                       |                                                   |
| 13 febbraio 1977                           | Saint Louis         | Stati Uniti d'America | Kiel Auditorium                           |                                                   |
| 15 febbraio 1977                           | Chattanooga         | Stati Uniti d'America | Memorial Auditorium                       | aprono per Kansas                                 |
| 16 febbraio 1977                           | Birmingham          | Stati Uniti d'America | Bountwell Auditorium                      | aprono per Blue Öyster Cult                       |
| 17 febbraio 1977                           | Mobile              | Stati Uniti d'America | Municipal Auditorium                      | aprono per Blue Öyster Cult                       |
| 19 febbraio 1977                           | New Orleans         | Stati Uniti d'America | The Warehouse                             | aprono per Blue Öyster Cult                       |
| 20 febbraio 1977                           | New Orleans         | Stati Uniti d'America | The Warehouse                             | aprono per Blue Öyster Cult                       |
| 22 febbraio 1977                           | Columbus            | Stati Uniti d'America | Municipal Auditorium                      | aprono per Blue Öyster Cult                       |
| 26 febbraio 1977                           | Fayetteville        | Stati Uniti d'America | Cumberland County Memorial Arena          | aprono per Blue Öyster Cult                       |
| 27 febbraio 1977                           | Atlanta             | Stati Uniti d'America | The Omni                                  | aprono per Blue Öyster Cult                       |
| 2 marzo 1977                               | East Lansing        | Stati Uniti d'America | Michigan State University Auditorium      |                                                   |
| 3 marzo 1977                               | Youngstown          | Stati Uniti d'America | Tomorrow Club                             |                                                   |
| 4 marzo 1977                               | Cincinnati          | Stati Uniti d'America | Riverfront Coliseum                       |                                                   |
| 5 marzo 1977                               | Mansfield           | Stati Uniti d'America | Mansfield State College                   |                                                   |
| 8 marzo 1977                               | Norfolk             | Stati Uniti d'America | Scope Arena                               | aprono per Kansas                                 |
| 10 marzo 1977                              | Auburn              | Stati Uniti d'America | Cayuga County Community College Gymnasium |                                                   |
| 11 marzo 1977                              | Upper Darby         | Stati Uniti d'America | Tower Theatre                             |                                                   |
| 12 marzo 1977                              | Passaic             | Stati Uniti d'America | Capitol Theatre                           | aprono per Kansas                                 |
| 13 marzo 1977                              | Indiana             | Stati Uniti d'America |                                           |                                                   |
| 14 marzo 1977                              | Pittsburgh          | Stati Uniti d'America | Stanley Theatre                           |                                                   |
| 17 marzo 1977                              | New York            | Stati Uniti d'America | The Palladium                             | recupero data prevista per il 6 marzo             |
| 18 marzo 1977                              | Oshawa              | Canada                | Civic Auditorium                          |                                                   |
| 19 marzo 1977                              | Guelph              | Canada                | University of Guelph                      |                                                   |
| ? marzo 1977                               | London              | Canada                | London Gardens                            |                                                   |
| 23 marzo 1977                              | Kitchener           | Canada                | Memorial Auditorium                       |                                                   |
| 8 aprile 1977                              | Toledo              | Stati Uniti d'America | Sports Arena                              |                                                   |
| 9 aprile 1977                              | Dayton              | Stati Uniti d'America | Hara Arena                                |                                                   |
| 13 aprile 1977                             | Kalamazoo           | Stati Uniti d'America | Wings Stadium                             |                                                   |
| 14 aprile 1977                             | Fort Wayne          | Stati Uniti d'America | Allen County Memorial Coliseum            |                                                   |
| 15 aprile 1977                             | Cleveland           | Stati Uniti d'America | Public Hall                               |                                                   |
| 16 aprile 1977                             | Grand Rapids        | Stati Uniti d'America | Welch Auditorium                          |                                                   |
| 17 aprile 1977                             | Washington          | Stati Uniti d'America | GW Lisner Auditorium                      |                                                   |
| 20 aprile 1977                             | Allentown           | Stati Uniti d'America | Agricultural Hall Allentown Fairgrounds   |                                                   |
| 21 aprile 1977                             | Poughkeepsie        | Stati Uniti d'America | Mid-udson Civic Center                    |                                                   |
| 22 aprile 1977                             | Binghamton          | Stati Uniti d'America | Broom County Arena                        |                                                   |
| 23 aprile 1977                             | Syracuse            | Stati Uniti d'America | War Memorial Arena                        |                                                   |
| 24 aprile 1977                             | Albany              | Stati Uniti d'America | Palace Theatre                            |                                                   |
| 4 maggio 1977                              | Omaha               | Stati Uniti d'America | Music Hall                                |                                                   |
| 5 maggio 1977                              | Fargo               | Stati Uniti d'America | Civic Auditorium                          |                                                   |
| 6 maggio 1977                              | Saint Paul          | Stati Uniti d'America | St. Paul Civic Centre                     |                                                   |
| 8 maggio 1977                              | Duluth              | Stati Uniti d'America | Duluth Arena                              |                                                   |
| 9 maggio 1977                              | Wausau              | Stati Uniti d'America | Newman High School                        |                                                   |
| 10 maggio 1977                             | Milwaukee           | Stati Uniti d'America | Riverside Theatre                         |                                                   |
| 12 maggio 1977                             | Green Bay           | Stati Uniti d'America | Bay Theatre                               |                                                   |
| 13 maggio 1977                             | Waterloo            | Stati Uniti d'America | McElroy Auditorium                        | aprono per Ted Nugent                             |
| 15 maggio 1977                             | Springfield         | Stati Uniti d'America | Nelson Center                             |                                                   |
| 17 maggio 1977                             | La Crosse           | Stati Uniti d'America | Mary E. Sawyer Auditorium                 |                                                   |
| 18 maggio 1977                             | Marquette           | Stati Uniti d'America | Lakeview Arena                            |                                                   |
| 20 maggio 1977                             | Chicago             | Stati Uniti d'America | Aragon Ballroom                           |                                                   |
| 21 maggio 1977                             | Chicago             | Stati Uniti d'America | Aragon Ballroom                           |                                                   |
| 22 maggio 1977                             | Port Huron          | Stati Uniti d'America | McMorran Arena                            |                                                   |
| 1º giugno 1977                             | Sheffield           | Inghilterra           | City Hall                                 | primo show europeo                                |
| 2 giugno 1977                              | Manchester          | Inghilterra           | Free Trade Hall                           |                                                   |
| 3 giugno 1977                              | Birmingham          | Inghilterra           | Birmingham Odeon                          |                                                   |
| 4 giugno 1977                              | Londra              | Inghilterra           | Hammersmith Odeon                         |                                                   |
| 6 giugno 1977                              | Francoforte         | Germania              |                                           | data cancellata                                   |
| 8 giugno 1977                              | Stoccolma           | Svezia                | Gota Lejon                                |                                                   |
| 11 giugno 1977                             | Newcastle upon Tyne | Inghilterra           | Newcastle City Hall                       |                                                   |
| 12 giugno 1977                             | Glasgow             | Scozia                | The Apollo                                |                                                   |
| 13 giugno 1977                             | Liverpool           | Inghilterra           | Liverpool Empire                          |                                                   |

## Documentazione
Riguardo al 2112 Tour sono reperibili le seguenti testimonianze audio, audiovisive e cartacee:
- All the World's a Stage, album live del 1976.
- da R40, disco bonus: concerto filmato completo (6 pezzi), Passaic, 10 dicembre 1976.
- da Time Machine 2011: Live in Cleveland: Anthem, Passaic, 10 dicembre 1976.
- 2112 Tourbook.